# Castillo de Hérouville
El castillo de Hérouville es una mansión francesa del siglo XVIII, situada en la localidad de Hérouville, en el Valle del Oise, a unos treinta kilómetros al norte de París. Cobró relevancia durante los años 70 y 80 del siglo XX cuando fue adquirido por el compositor Michel Magne, que lo convirtió en residencia y estudio de grabación.
Fue construido en 1740 por un arquitecto de la escuela romana llamado Gaudot, sobre los restos de un anterior edificio de principios del siglo XVI. Durante el siglo XIX fue usado como parada de postas entre Versailles y Beauvais, llegando a albergar un centenar de caballos en sus cuadras. Chopin y George Sand pasaron algunas temporadas de vacaciones entre sus muros. El castillo fue pintado por Vincent Van Gogh durante sus últimos años de vida, cuando se trasladó a vivir a la cercana localidad de Auvers-sur-Oise, donde falleció y se encuentra enterrado.

## Estudio de grabación

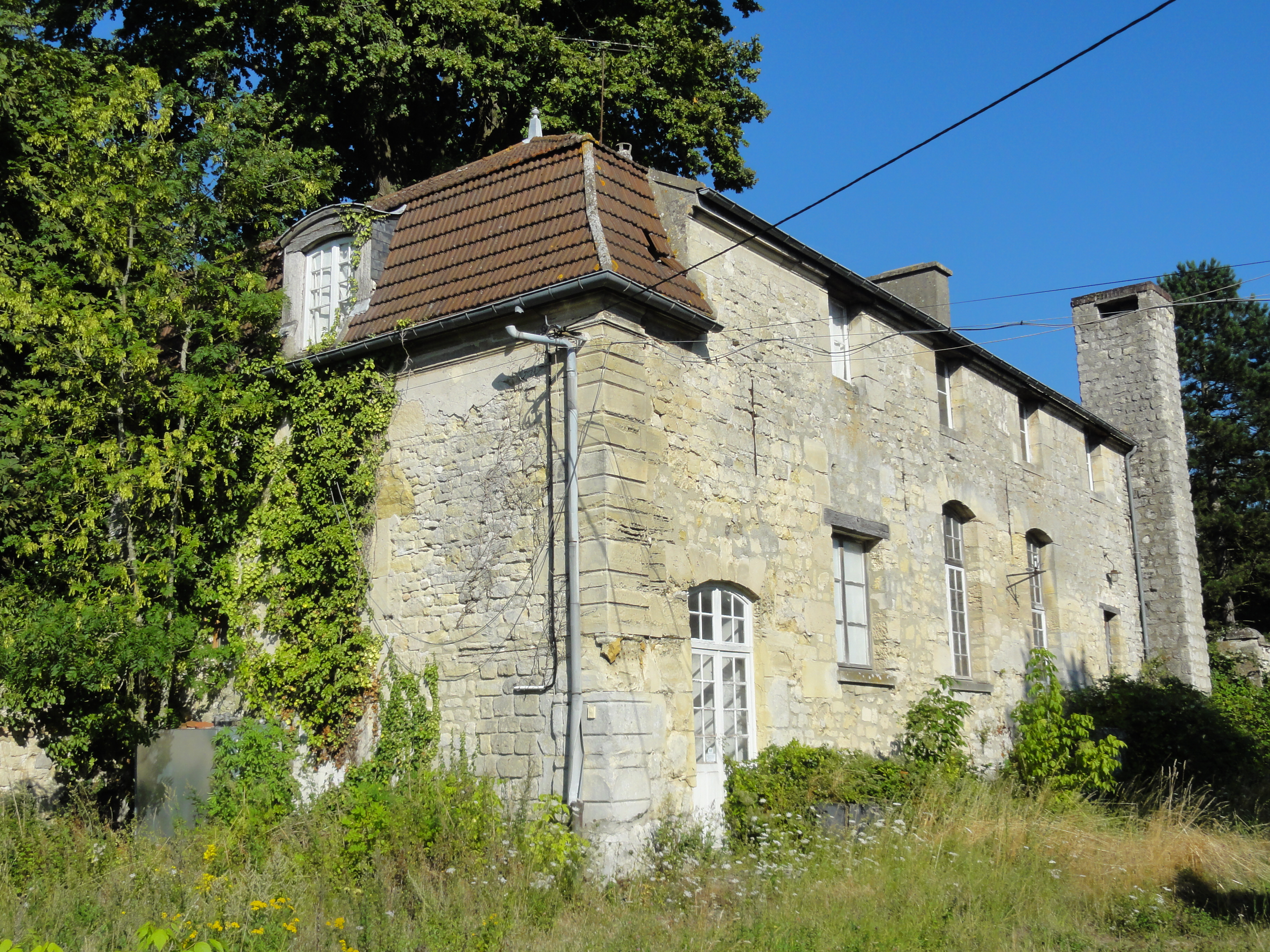
Edificio anexo del castillo

En 1962, el compositor Michel Magne compró el edificio con la intención de convertirlo en su lugar de residencia e instalar su propio estudio privado de grabación. A consecuencia de un incendio producido en mayo de 1969 que destruyó el ala norte de la mansión y de la difícil situación económica del compositor, Magne convirtió el castillo en un estudio-residencia para músicos, único en Francia, donde se ofrecía a los clientes, alojamiento, comida y estudio de grabación. Durante toda la década de los 70 un gran números de artistas grabaron allí, la mayoría de ellos británicos. El más prolífico fue Elton John quién grabó tres discos," Honky Chateau","Don't Shoot Me, I'm Only the Piano Player" y "Goodbye Yellow Brick Road". También lo hicieron T-Rex, Jethro Tull, Cat Stevens, MC5 o Pink Floyd.
David Bowie grabó en sus estancias, "Pin Ups" primero y unos años más tarde "Low", además de producir el álbum de Iggy Pop "The Idiot". En 1977, el grupo británico de música disco The Bee Gees se encontraban el Castillo de Hérouville cuando recibieron la llamada de su mánager pidiéndoles que hicieran algo para la banda sonora de la película que él mismo estaba produciendo "Saturday Night Fever". La banda tardó apenas unos días en componer y grabar "Stayin' Alive" y "How deep is your love", canciones que acabarían convirtiéndose en dos de sus mayores éxitos internacionales.
Fleetwood Mac, ya a principios de los 80, se sumaron, con "Mirage" a la lista de intérpretes que pasaron por sus famosas paredes. Sin embargo, y a pesar de lo prolífico de los estudios, el alto coste de mantenimiento del Château llevó a Michel Magne a la bancarrota y a consecuencia de ello, acabó quitándose la vida en 1985, lo que supuso el cierre del negocio y el abandono del castillo.
En 2015, un grupo de ingenieros de audio compraron los estudios para crear un proyecto de formación. Para 2016 está prevista su reapertura.

## Lista parcial de álbumes grabados en el Castillo de Hérouville
- Gong – Camembert Electrique (1971)
- José Afonso – Cantigas do Maio (1971)
- Elton John – Honky Château (1972), Don't Shoot Me, I'm Only the Piano Player (1972) y Goodbye Yellow Brick Road (1973)
- Pink Floyd – Obscured by Clouds (1972)
- Joan Armatrading & Pam Nestor – Whatever's for Us (1972)
- T. Rex – The Slider (1972) y "Tanx" (1973)
- Jethro Tull – Nightcap: The Unreleased Masters 1972-1991 (1972) y A Passion Play (The Château d'Hérouville Sessions, 1972)
- Cat Stevens – Catch Bull at Four (1972)
- MC5 – "Thunder Express" (1972)
- Uriah Heep – Sweet Freedom (1973)
- David Bowie – Pin Ups (1973) y Low (1977)
- Nektar – Recycled (1975)
- Bad Company – Burnin' Sky (1976)
- Iggy Pop – The Idiot (1977)
- Bee Gees – "How Deep Is Your Love" y "Stayin' Alive" para la banda sonora de Saturday Night Fever (1977)
- Jacques Higelin – Alertez les bébés (1976), No Man's Land (1977), Champagne pour tout le monde, y Caviar pour les autres... (1979)
- Rainbow – Long Live Rock 'n' Roll (1978)
- Sweet – Level Headed (1978)
- New Trolls – Aldebaran (1978)
- Claudio Baglioni – E tu come stai? (1978)
- Sham 69 – The Adventures of Hersham Boys (1979)
- Kazuhiko Kato – Belle Excentrique (1981)
- Fleetwood Mac – Mirage (1982)
- Michael Schenker Group – Assault Attack (1983)
- Chris Bell – I Am the Cosmos (grabado en 1974-75, publicado en 1992)